# فرانچکسو فردریش
فرانچکسو فردریش (انگلیسی: Francesco Friedrich؛ زادهٔ ۲ مهٔ ۱۹۹۰) ورزشکار بابسلد اهل آلمان است.
وی در مسابقات کشوری و بین‌المللی در مجموع برنده‌ی ۱۲ مدال طلا، ۲ مدال نقره شده‌است.